# Atlas de Trudaine
L'Atlas des routes de France dit Atlas de Trudaine figure parmi les plus grands atlas géographiques routiers de France. Cet atlas, réalisé entre 1745 et 1780 sur ordre de Daniel-Charles Trudaine et de son fils, tous deux administrateurs des Ponts et Chaussées, vise à cartographier finement les routes et leurs abords (cf. pentes, ouvrages, franchissement de cours d’eau en particulier). Il donne une valeur informative considérable sur les paysages proches des routes à la fin du XVIIIe siècle et reste à cet égard une source de première importance pour les historiens de cette période et pour ceux qui souhaitent comprendre l’évolution des paysages et des écosystèmes (écologie rétrospective, histoire de l’environnement).

## Conservation, consultation
En raison de l'éparpillement de ses sources, l'Atlas a longtemps été une référence consultée mais peu étudiée par les historiens. L'extrême dispersion des sources manuscrites permettant de retracer l'histoire de sa conception a notamment découragé les chercheurs.
L'essentiel du corpus cartographique est conservé aux Archives nationales, sur le site de Pierrefitte-sur-Seine, sous les cotes CP/F/14/8443 à 8507. Son contenu a été numérisé et mis en ligne sur la base Archim. Les archives départementales de plusieurs régions conservent aussi des brouillons (« les minutes ») des cartes, et des documents inachevés ou non publiés.

## Réalisation

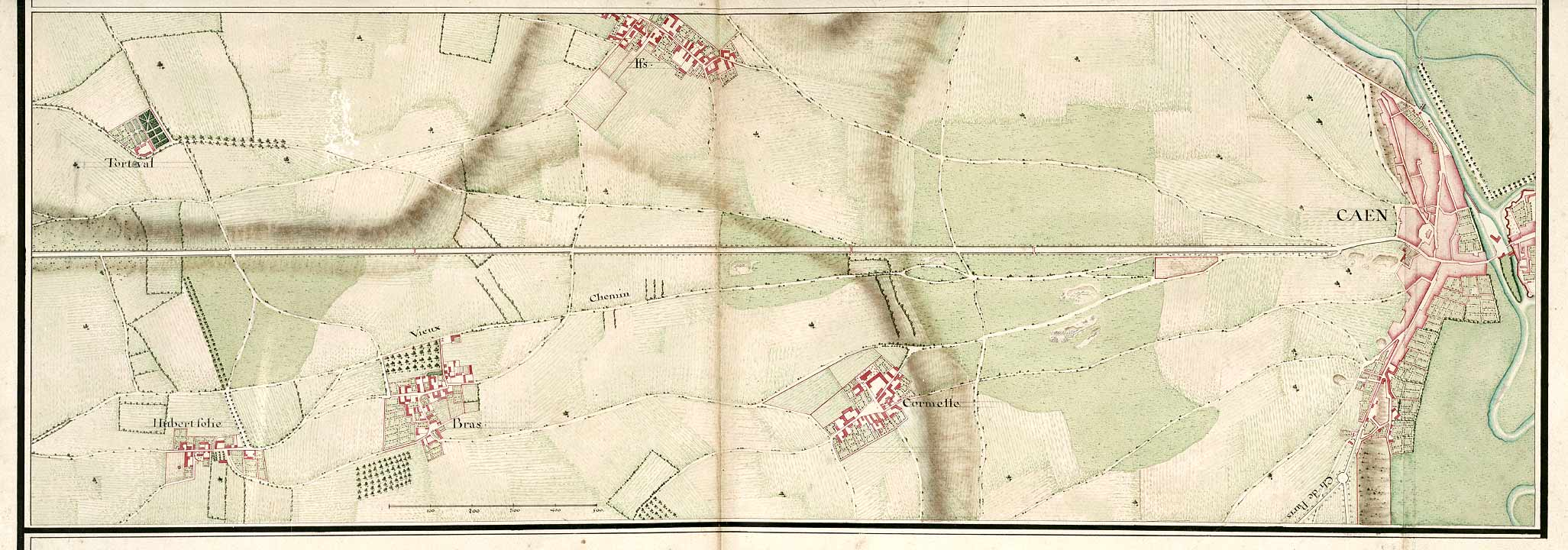
Exemple de cartographie par Trudaine, extrait de son Atlas.

L’atlas est réalisé sous l’égide de deux administrateurs chevronnés dans le domaine des ponts et chaussées : Daniel-Charles Trudaine parfois dit « Le Grand Trudaine » (1703 -1769) et son fils, Jean-Charles Philibert Trudaine de Montigny (1733-1777). Ce travail considérable n’est pas uniquement familial puisqu’il a nécessité la mobilisation de nombreux dessinateurs et ingénieurs, dont le plus connu est Jean-Rodolphe Perronet (1708-1794), qui accède au statut de chef du bureau des dessinateurs en 1747 et occupe la direction de l’École royale des ponts et chaussées jusqu’en 1794.
Le personnel des Ponts et Chaussées de toutes les intendances est mobilisé, avec des équipes de sous-ingénieurs responsables des levées de cartes. Ils sont encadrés sur le terrain par des ingénieurs, eux-mêmes dirigés par un ingénieur en chef. Ils sont formés pour appliquer une méthode cartographique précise. Les ingénieurs effectuent des opérations de lever qui aboutissent à la réalisation d’une minute. Les travaux de terrain font notamment appel au principe de la triangulation, ce qui permet d’obtenir un positionnement très précis des lieux. Ce procédé n’est appliqué qu’à des points fixes majeurs du territoire, comme les clochers ou les tours. À la fin des années 1740, le travail de cartographie est entamé et les plans sont peu nombreux. Les minutes sont envoyées à Paris afin que le dessin final des cartes soit pris en charge par des dessinateurs spécialisés.

## Contenu

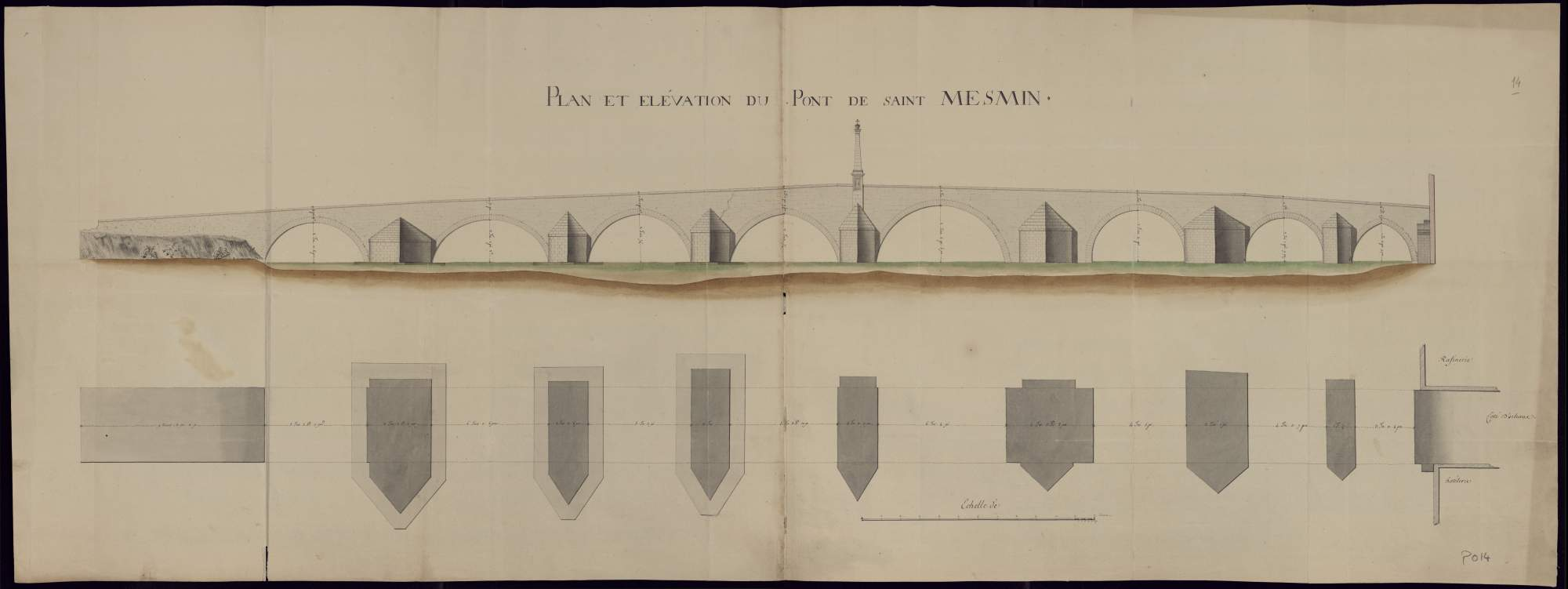
Le pont de Saint-Mesmin dans l'actuel département du Loiret, un exemple d'ouvrage d'art représenté dans l'atlas.

Cet atlas réunit plus de 3 000 grandes planches manuscrites et aquarellées, classées en 62 volumes.
Beaucoup plus précis que les cartes de Cassini (dix fois plus), l'Atlas indique non seulement les routes existantes, mais aussi tous les projets routiers en préparation ou mis à l'étude à l'époque.
Les routes sont finement dessinées avec leurs abords immédiats et le détail de certains ouvrages d'art.
En annexes, Trudaine présente des dessins techniques mis en couleur des ponts et divers ouvrages d'art, numérotés et classés par itinéraires, afin d'évaluer le montant des travaux d'entretien.
L'unité géographique et administrative de base est la « généralité » (qui désigne à l'époque une circonscription financière administrée par un représentant du roi, l'intendant) où l'État est responsable de la répartition et de la levée des impôts (perception de la corvée royale) ainsi que de la gestion des routes. Toute la France n'a cependant pas été cartographiée : des lacunes subsistent dans certaines zones cartographiées et il manque également les pays d'imposition conquis aux frontières par Louis XIV, à l'exception de la généralité de Metz (trois atlas) et le Haut-Cambrésis (trois atlas aussi) qui ont fait l'objet d'une cartographie détaillée (peut-être pour des raisons de priorité militaire).
En revanche certaines généralités telles que celle de Rennes ne figurent pas dans l'atlas car il s'agit de pays d'État, qui sont administrés de manière indépendante et disposent d'une autonomie fiscale leur permettant de gérer elles-mêmes l’entretien des routes.

## Intérêt historique
Comme les cartes des Cassini et d'autres plus anciennes, les plans de route levés à partir de 1739 à l'initiative de Trudaine et de Perronet sont encore consultés avec intérêt par les chercheurs, tout particulièrement quand ils s'intéressent aux routes. Ces cartes intéressent tout particulièrement les historiens, les géographes, certains généalogistes, mais aussi les écologues qui y trouvent des éléments d'explications des paysages et habitats naturels contemporains.
C'est aussi une source d'informations toponymiques. C'est une bonne source d'indices historiques sur la gestion des routes et d'indices archéologiques (concernant les routes existantes, voire en projet). Ces cartes ont par exemple été utilisées pour étudier une archéogéographie des réseaux viaires (fr) sud-vendéens ou pour l'étude de l'ancienne généralité de Tours. Il reste dans tous les cas nécessaire de toujours vérifier sur le terrain la concordance avec la carte.
En termes d'histoire du paysage, l'Atlas de Trudaine est partiel, ne montrant que les généralités dont les routes sont gérées par l'État central, pouvant donner une vision biaisée des paysages et routes de la France de l'époque.